# Åke Lundberg (ingenjör)
Åke Melcher Johan Lundberg, född 29 september 1904 i Stockholm, död där 19 oktober 1988, var en svensk bergsingenjör.
Åke Lundberg var son till Albert Lundberg. Efter studentexamen i Stockholm 1923 utexaminerades han från Tekniska högskolan 1929. Åren 1925–1940 företog han flera studieresor till Tyskland, Storbritannien och Schweiz och studerade 1932 vid Carnegie Institute of Technology i USA. Lundberg knöts 1930 till AB Bofors, där han först var martiningenjör och 1933–1940 ingenjör för valsverk, smedja och pressverk. 1940 blev han överingenjör och teknisk chef hos AB Svenska Metallverken i Västerås. 1942–1944 var han anställd hos Oy Vuoksenniska AB i Helsingfors som driftsledare och överingenjör vid Imatra och Åbo järn- och stålverk. Under denna tid ledde han bland annat uppförandet av koksmasugnsverket i Åbo. Från 1944 var han medarbetare i ingenjörs- och entreprenörsfirman AB T. An. Tesch i Stockholm. I facktidskrifter publicerade Lundberg bland annat Om malmfärskning i sur martinugn (1929, tillsammans med T. Holm), Lättmetaller i industriens tjänst (1936) och Modernt smide (1939). Åke Lundberg är begravd på Solna kyrkogård.